# God Defend New Zealand
God defend New Zealand (del inglés: Dios defienda a Nueva Zelanda, en maorí: Aotearoa) es uno de los dos himnos nacionales de Nueva Zelanda, el otro es God Save the King.
La letra fue compuesta originalmente por Thomas Bracken en 1870. John Woods colocó la música en 1876. El himno fue declarado oficial en 1940.

## Letra
El himno nacional de Nueva Zelanda tiene cinco estrofas en inglés y en el idioma aborigen local, el maorí; ambas son lenguas oficiales. Generalmente solo se canta la primera estrofa en inglés o maorí, seguida de la siguiente en el otro lenguaje. Durante los eventos deportivos se suele cantar la primera estrofa en maorí seguida por la primera estrofa en inglés.